# بیزکو
شهر بیزکو در ایالت برندنبورگ در کشور آلمان واقع شده است.